# Józef Kozielecki

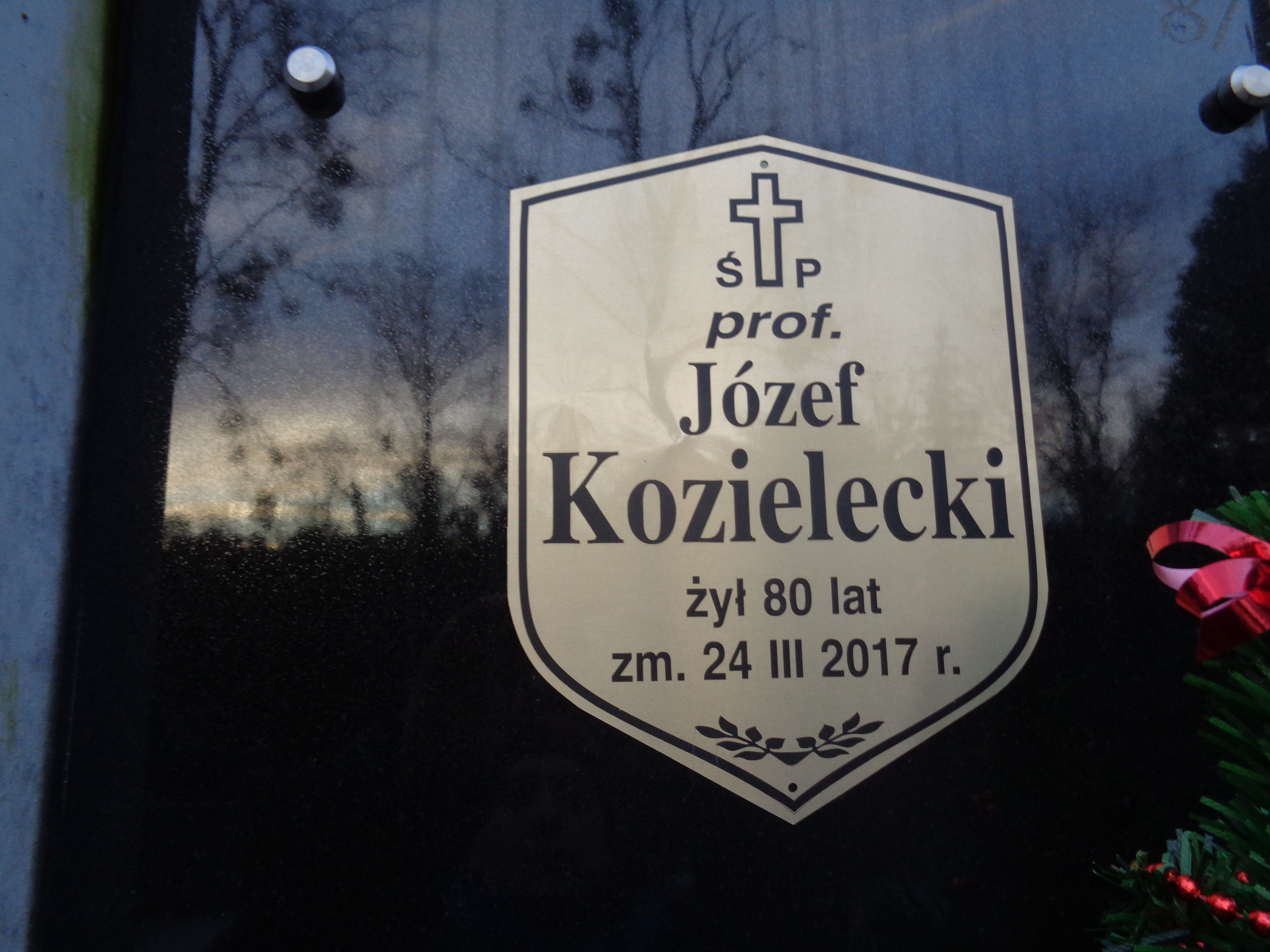
Grób Józefa Kozieleckiego na Cmentarzu Wojskowym na Powązkach

Józef Kozielecki (ur. 17 października 1936 w Wilnie, zm. 24 marca 2017) – polski psycholog, profesor nauk humanistycznych, nauczyciel akademicki Wydziału Psychologii Uniwersytetu Warszawskiego, członek Katedry Psychologii Poznawczej zajmujący się psychologią myślenia, psychologią transgresji oraz psychotransgresjonizmem, jako nowym kierunkiem badań psychologicznych. Tworzył między innymi filozoficzne opowiastki, których akcja rozgrywała się w fikcyjnym mieście, chcąc pokazać rządzące ludźmi zasady. W swoich pracach personalizował między innymi głos rozsądku.

## Kariera naukowa
Studia wyższe z zakresu pedagogiki ukończył w 1960 roku na Uniwersytecie Warszawskim. W roku 1964 uzyskał stopień doktora nauk humanistycznych w zakresie psychologii na Wydziale Pedagogiki Uniwersytetu Warszawskiego. Promotorem pracy doktorskiej był Tadeusz Tomaszewski. Na tej samej uczelni w 1969 roku uzyskał stopień doktora habilitowanego. W roku 1977 uzyskał tytuł naukowy profesora nauk humanistycznych. Był członkiem Komitetu Nauk Psychologicznych PAN i członkiem krajowym rzeczywistym Wydziału I Nauk Społecznych PAN.
W 1981 otrzymał Nagrodę Japońskiej Fundacji Naukowej, w roku 1990 - Nowojorską Nagrodę Kulturalną im. Jurzykowskiego oraz około 15 nagród krajowych różnych szczebli.
W roku 2007 Józef Kozielecki otrzymał doktorat honoris causa Katolickiego Uniwersytetu Lubelskiego Jana Pawła II, gdyż - między innymi - "dorobek wyróżnionego z zakresu psychologii cechuje się różnorodnością formy z jednoczesnym perfekcjonizmem treści".
Został pochowany na Powązkach Wojskowych w Warszawie (kwatera Q kolumbarium 6-1-8).

## Wybrane publikacje
- 1966 - Zagadnienia psychologii myślenia. Warszawa: Wydawnictwo PWN.
- 1969 - Psychologia procesów przeddecyzyjnych. Warszawa: Wydawnictwo PWN.
- 1976 - Koncepcje psychologiczne człowieka. Warszawa: PIW.
- 1981 - Psychological Decision Theory. Dortrecht: Reidel.
- 1987 - Koncepcja transgresyjna człowieka. Analiza psychologiczna. Warszawa: Państwowe Wydawnictwo Naukowe.
- 1987 - The role of hubristic motivation in transgressive behavior. New Ideas in Psychology, 5, 120 -141.
- 1995 - The Polish economic reform: Transgressive decision making. Journal of Economic Psychology, 16, 175 - 204.
- 1996 - Człowiek wielowymiarowy. Warszawa: Wydawnictwo Żak.
- 1996 - Gorbachev and Freud and the power of the unconsciousness. Polish Sociological Review, 113, 25-32.
- 1997 - Transgresja i Kultura. Monografia. Warszawa: Wydawnictwo Akademickie Żak.[6]
- 1999 - Banach - geniusz ze Lwowa. Warszawa: Wydawnictwo Akademickie Żak.
- 2001 - Europejska prowincja Ameryki. Odra, 3, 11-16.
- 2003 - Chamszczyzna hula nad Rzecząpospolitą. Odra, 5, 30-33.
- 2006 - Psychologia nadziei. Warszawa: Wydawnictwo Akademickie Żak.
- 2014 - Wilno, Wilno: pojąć niepojęte. Wydawnictwo Akademickie Żak.

## Współpraca międzynarodowa
Prowadził badania naukowe i wykłady na uczelniach zagranicznych – m.in. na Uniwersytecie Stanford w Stanford i Indiana University w Bloomington (USA), Uniwersytecie w Lejdzie (Holandia), uniwersytecie w Umeå (Szwecja)..

## Aktywność pozanaukowa
Józef Kozielecki jest autorem opowiadań i powieści. Debiutancki tom opowiadań z przedmową Stanisława Lema to Smutek spełnionych baśni (1979). Jego powieść Stary Wachman. Opowieść o godności (2002) opowiada o przyjaźni Polki, Żydówki i Niemca w czasach wojny. Kozielecki jest filozofującym eseistą, autorem takich prac jak Szczęście po szwedzku (1974) czy O człowieku wielowymiarowym (1988). Po zamachach na World Trade Center napisał również książkę Ameryka w mroku (2005), wykorzystując w niej swoją wiedzę psychologiczną. W roku 2010 ukazała się jego autobiografia Moje wzloty i upadki.